# Sinceridad (canción)

## Importancia de la Canción
La canción "Sinceridad" de Rafael Gastón Pérez (Managua, Nicaragua, 26 de febrero de 1917 – 4 de febrero de 1962), músico y compositor nicaragüense. es un bolero romántico con el sello de "inolvidable" en el repertorio musical hispanoamericano, catalogado como el mejor bolero nicaragüense de todos los tiempos y se puede considerar uno de los 100 mejores boleros en la historia de este género musical.
En Brasil destaca la versión "Sinceridade" (Sinceridad) del famoso cantante, guitarrista y compositor brasileño João Bosco publicada en su álbum de 1989 "Bosco", misma que sirvió como uno de los temas de la telenovela brasileña de 1990, Tieta.
En Nicaragua, la mayoría de los artistas internacionales que se presentan en el país -como una deferencia- lo incluyen en su repertorio, lo cual es bien aplaudido por el público nicaragüense, ya que "Sinceridad" es un tema reverenciado como otro "himno nacional" junto con "La Mora Limpia" de Justo Santos, porque ambas creaciones se asocian con el orgullo y sentir más profundo de la nacionalidad nicaragüense.
Entre los artistas internacionales que han visitado tierra nicaragüense y que en sus presentaciones han incluido esta canción, se recuerdan los siguientes:
- La cubana Farah María.
- José Luis Rodríguez "El Puma" de Venezuela.
- El pianista argentino Raúl di Blasio.

## Interpretaciones de Nicaragüenses
El investigador musical Francisco Gutiérrez Barreto, autor de los libros “Ven a mi vida con amor”, "!Qué le pasa a Lupita!... No sé..." y "165 boleros famosos y sus historias"; asegura que quien grabó el bolero "Sinceridad" por primera vez, fue la nicaragüense "Argentina Ruiz" conocida como “La dama del bolero”, dándolo a conocer por los países centroamericanos.
Entre los cantantes nicaragüenses que incluyen en su repertorio una versión de este bolero, se destacan los siguientes: 
- Marina Cárdenas "La Gordita de Oro".
- Cuarteto "Los Juglares" de Milciades Herrera Póveda.
- Norma Helena Gadea.
- Martha Vaughan.
- Flor de María Medina.
- El cantautor Luis Enrique Mejía Godoy.
- El colombo-nicaragüense César Andrade.
- El exbajista de "Los Rockets" Octavio Borge.
- Sergio Tapia.
- "Camerata Bach" en versión instrumental.

## Interpretaciones de Extranjeros
Desde la versión mundialmente conocida grabada por Lucho Gatica, se conocen distintas versiones del bolero "Sinceridad" por artistas, tríos y cuartetos como los siguientes:
| De México: - Pedro Vargas, a quien supuestamente cabe el honor de ser el primer intérprete no nicaragüense de "Sinceridad". - Eva Garza - Trío Los Tres Ases con Marco Antonio Muñiz - Trío Los Tres Diamantes - Trío Los Tecolines - Flor Silvestre, quien grabó "Sinceridad" con el Mariachi México en 1966. De Argentina: - Leo Marini - Roberto Yanés - María Martha Serra Lima con Los Hispanos De Cuba: - Bienvenido Granda con el Conjunto Casino - Trío Luisíto Pla y sus guaracheros en la segunda etapa de este trío, integrado por Luisíto, Manolito Menéndez y Roberto Cordero. - Orquesta Románticos de Cuba - Cuarteto Caney De Puerto Rico: - Virginia López - Cuarteto Victoria de Rafael Hernández Marín - José Feliciano De Chile: - Lucho Gatica - Grupo Los Galos De Ecuador: - Trío Los Caballeros de la Ronda - Mentor Acosta De Paraguay: - Los Reyes Paraguayos De Brasil: - Dolores Duran, cantante y compositora carioca. Incluyó el tema en su disco Dolores viaja (1955). - Nana Caymmi, cantante nacida en Río de Janeiro. |

## Otros Boleros Nicaragüenses
Es importante destacar que en el siglo XX resaltaron muchos otros boleros nicaragüenses dignos de mención. A continuación una lista que no está completa:
- “Noche en diciembre”, “Romance” e “Infiel” -este último grabado por el inmortal trío Los Panchos- también composiciones de Rafael Gastón Pérez.
- "Otro Desdén" de Edmundo "Mundo" Guerrero, también grabado por el trío "Los Panchos".
- “Tres Flores para ti”, de Tino López Guerra.
- "Igual que ayer" de Manuel de Jesús Lacayo.
- “Luz y Camino” de Roger Fischer, grabado por Vicente Fernández.
- Del prolífico Carlos Ramón Bermúdez son "Este gran amor", "La cita del ayer", "Eternamente tuya", "Cuatro palabras de amor", "Y tú", los cuatro últimos grabados por la argentina Olga Gutiérrez; y el último por Tony Acosta de El Salvador. Además, "Tenías que ser tú", "Mi curiosidad", "La Negra Hermosa", "Prisionero de tu amor", "Mi último adiós", "Visión" y "Para qué sufrir".
- "Quiéreme mucho corazón" y "Miriam" de Víctor M. Leiva. El último grabado por el nicaragüense Luis Méndez.
- “Ya soy tu prisionero” de Orlando Flores Ponce, grabado por el nicaragüense Jorge Paladino.
- "Amarga vanidad" de Noel Pallais Debayle. También conocido por "Dos almas" fue cantado por la nicaragüense Adilia Méndez y "Los Solistas del Terraza".
- “Hoy” de Camilo Zapata;
- “Tú y yo” de Manuelito Romero.
- "Esclavo de ese amor" de José Antonio Morales Lazo.
- “Luna Callejera” de Jorge Isaac Carballo.

"No obstante, “Sinceridad” destaca entre todos los anteriores por su expresividad romántica, además de haber impactado en el gusto del público de toda América Latina, dándole a la canción nicaragüense una proyección internacional."